# Caringin (Cisolok)
Caringin is een bestuurslaag in het regentschap Sukabumi van de provincie West-Java, Indonesië. Caringin telt 6131 inwoners (volkstelling 2010).